# Estera Mangel-Szmaragd
Estera Rywka Mangel-Szmaragd (ur. w marcu 1895 w Warszawie, zm. 3 stycznia 1943, tamże) – filozofka, żydowska działaczka syjonistyczna i feministyczna.
Była córką  warszawskiego fabrykanta Altera Mojżesza Mangela i  Fajgi z domu Goldman. Maturę zdała w 1917 r. w I Gimnazjum Polskim w Częstochowie. Następnie kształciła się w Wolnej Wszechnicy Polskiej w Warszawie. W 1918 r. z jej inicjatywy w Radomiu została założona organizacja kobiet żydowskich „Bnojs Syjon”. W 1919  była sekretarka Syjonistycznej Rady Kobiet i kandydatką do Sejmu Ustawodawczego z ramienia Tymczasowej Żydowskiej Rady Narodowej. Następnie studiowała na Wydziale Filozoficznym Uniwersytetu Jagiellońskiego (1919-1922), gdzie pod kierunkiem  prof. Witolda Rubczyńskiego napisała i obroniła pracę doktorską „Empiryczny moment w filozofii Hegla” (1923).Po studiach powróciła do Warszawy. Wykładała ekonomię polityczną na Uniwersytecie Ludowym działającym przy Organizacji Syjonistycznej w Warszawie (1924), jeździła także z odczytami do mniejszych ośrodków, m.in.  w 1926 r. w Łomży odbył się jej odczyt „Odbudowa Palestyny a kobieta żydowska”.
Działaczka Centralnego Komitetu Organizacji Syjonistycznej, m.in. pełniła w nim funkcję naczelnego sekretarza w latach 1931-1932. Członkini komisji politycznej na IX Syjonistycznym Zjeździe Krajowym (styczeń 1930). Delegatka na Kongresy Syjonistyczne: XVII w Bazylei (1931) i XVIII w Pradze (1933). Z ramienia syjonistów uczestniczyła w wyborach do gminy żydowskiej w Warszawie, działając aktywnie na rzecz uzyskania w nich praw wyborczych dla kobiet żydowskich. Działała także w organizacji Hatechija w Warszawie a także w latach 30. w Związku Kobiet Żydowskich w Polsce (Jidiszer Frojen-Farband in Pojln), gdzie pełniła funkcję wiceprzewodniczącej a od 1938 przewodniczącej.  W 1938 r. kandydowała  w wyborach do warszawskiej Rady Miejskiej z listy Zjednoczonego Bloku Syjonistyczno-Demokratycznego. Publikowała też artykuły w „Hajncie” i "Frojen Sztim".
Ofiara Holokaustu, zmarła w getcie warszawskim.